# Đa vũ trụ
Đa vũ trụ là giả thuyết về sự tồn tại song song các vũ trụ (có cả vũ trụ chúng ta đang sống), trong đó bao gồm tất cả mọi thứ tồn tại và có thể tồn tại: không gian, thời gian, vật chất, năng lượng và các định luật vật lý. Thuật ngữ được ra đời vào năm 1895 bởi nhà tâm lý và lý luận học người Mỹ William James. Những vũ trụ cùng tồn tại trong khối đa vũ trụ được gọi là "thế giới song song", "vũ trụ song song", "vũ trụ khác" hoặc "vũ trụ thay thế".
Vũ trụ song song và du hành thời gian  cũng từng là chủ đề chính được nhắc tới nhiều trong khoa học viễn tưởng từ cuối thế kỉ XIX.

## Lịch sử nghiên cứu
Những ghi nhận đầu tiên của ý tưởng về vô hạn thế giới đã tồn tại trong ngành Triết Học Nguyên Tử ở Hy Lạp cổ đại, vốn cho rằng các thế giới song song hình thành từ sự va chạm của các nguyên tử. Vào thế kỷ thứ ba trước Công Nguyên, nhà triết học Chrysippus đã đưa ra ý kiến rằng thế giới đã vĩnh viễn tồn tại và tái tạo, gợi ý một cách thuyết phục về sự tồn tại của nhiều vũ trụ xuyên thời gian. Khái niệm đa vũ trụ được định nghĩa rõ ràng hơn vào thời Trung Cổ.
Tại Dublin vào năm 1952, Erwin Schrödinger đã có một bài diễn thuyết, trong đó ông đã cân nhắc một cách vui nhộn với khán giả rằng những gì ông sắp nói có thể "cực kỳ điên rồ". Ông nói rằng khi các phương trình của ông dường như mô tả một số lịch sử khác nhau, thì đây "không phải là thực tại thay thế, mà tất cả thực sự đã xảy ra đồng thời". Chúng được gọi là "chồng chất".
Nhà triết học và tâm lý học người Mỹ William James đã sử dụng thuật ngữ "đa vũ trụ" vào năm 1895, nhưng trong một văn khác. Thuật ngữ này lần đầu tiên được sử dụng trong tiểu thuyết và trong vật lý hiện tại bởi Michael Moorcock trong cuốn tiểu thuyết SF Adventures năm 1963, The Sundered Worlds (một phần trong loạt truyện Eternal Champion của ông)